# Canzoni a manovella
 (avril 2025).
La mise en forme du texte ne suit pas les recommandations de Wikipédia : il faut le « wikifier ».
Les points d'amélioration suivants sont les cas les plus fréquents. Le détail des points à revoir est peut-être précisé sur la page de discussion.
- Les titres sont pré-formatés par le logiciel. Ils ne sont ni en capitales, ni en gras.
- Le texte ne doit pas être écrit en capitales (les noms de famille non plus), ni en gras, ni en italique, ni en « petit »…
- Le gras n'est utilisé que pour surligner le titre de l'article dans l'introduction, une seule fois.
- L'italique est rarement utilisé : mots en langue étrangère, titres d'œuvres, noms de bateaux, etc.
- Les citations ne sont pas en italique mais en corps de texte normal. Elles sont entourées par des guillemets français : « et ».
- Les listes à puces sont à éviter, des paragraphes rédigés étant largement préférés. Les tableaux sont à réserver à la présentation de données structurées (résultats, etc.).
- Les appels de note de bas de page (petits chiffres en exposant, introduits par l'outil «  Source ») sont à placer entre la fin de phrase et le point final[comme ça].
- Les liens internes (vers d'autres articles de Wikipédia) sont à choisir avec parcimonie. Créez des liens vers des articles approfondissant le sujet. Les termes génériques sans rapport avec le sujet sont à éviter, ainsi que les répétitions de liens vers un même terme.
- Les liens externes sont à placer uniquement dans une section « Liens externes », à la fin de l'article. Ces liens sont à choisir avec parcimonie suivant les règles définies. Si un lien sert de source à l'article, son insertion dans le texte est à faire par les notes de bas de page.
- La présentation des références doit suivre les conventions bibliographiques. Il est recommandé d'utiliser les modèles {{Ouvrage}}, {{Chapitre}}, {{Article}}, {{Lien web}} et/ou {{Bibliographie}}. Le mode d'édition visuel peut mettre en forme automatiquement les références.
- Insérer une infobox (cadre d'informations à droite) n'est pas obligatoire pour parachever la mise en page.

Pour une aide détaillée, merci de consulter Aide:Wikification.
Si vous pensez que ces points ont été résolus, vous pouvez retirer ce bandeau et améliorer la mise en forme d'un autre article.
 (avril 2025).
 (avril 2025).

Canzoni a manovella est le cinquième album enregistré par Vinicio Capossela pour Compagnia Generale del Disco East West et publié en 2000.
Selon la plus part des critiques, il s'agit du meilleur album de sa carrière et entre le meilleurs disques publiés en Italie pendant les dernières années.

Il a été décrit par l'auteur avec ces mots: 

« Les chansons à manivelle que nous avons inventées sont des chansons imaginaires. Pour les représenter, il est nécessaire que, derrière le rideau à soufflet ascensionnel, l'instrumentation nécessaire ait été préparée :
des grosses caisses symphoniques, des pianos cloutés et à rouleau, des trompettes à gramophone, des guitares, des Ondes Martenot, des hurleurs et des frotteurs à soupape, des orchestrions, des cors de chasse, des violons trompette, des turbans, des cylindres, des élévateurs bulgares et aérostatiques.
C'est un disque, celui-ci, de choses qui viennent des profondeurs. Qui remontent à la surface dans des scaphandres et des cylindres. Il est fabriqué avec des moyens expressifs plus légers que l'air, une technique que nous soutenons. Pour le réaliser, nous nous sommes implantés dans un studio d'enregistrement, comme des pingouins au zoo. Non sans emporter avec nous des cartes détaillées et diverses parures de costumes, dont nous subissons toujours le charme, ainsi que des tenues de fanfare et de repos.
Il y a des marches, des petites marches, des rébétikos. Et ce sont les temps binaires, ceux qui ont besoin de deux béquilles pour avancer, ceux qui sont toujours en voyage, et puis ceux ternaires, pour des toasts, pour une valse, un deux et trois !! Ceux brisés, en craie, dépassés... Et encore des trains et des chemins de fer, le vieux far west... Dérouté derrière les arrière-scènes d'orient, la route grecque, et des chansons de guerre, géographiques... Pataphysiques et des chants de Mariachi tziganes... Sérénades, tramways, roses et parapluies.
Tout est parfaitement dansable. Essayez ! Vous pouvez louer la salle si vous voulez, décorée comme une parade, vous habiller en gala... L'orchestre, c'est nous qui l'avons déjà mis ! À votre disposition. Sans compter les dépenses. Les meilleurs professeurs et maîtres, et chefs d'orchestre, et instruments brillants parfois, ou bien poussiéreux et abandonnés. Avec vent ! Avec rouleau ! Avec pistons ! Avec ressort ! Auff !! »

Canzoni a manovella a été présenté le 6 octobre 2000 au Salon Transatlantique Contessa Biancamano dans le Musée de la Science et de la Tecnologie de Milan. L'album a remporté la Targa Tenco comme Meilleur album de l'année 2001.

## Titres
1. Bardamù – 4:31
2. Polka di Warsava – 0:43
3. Decervellamento – 4:11
4. Marajà – 3:25
5. Canzone a manovella – 4:52
6. I Pagliacci – 4:01
7. Marcia del Camposanto – 4:12
8. I pianoforti di Lubecca – 4:22
9. Suona Rosamunda – 3:30
10. Intermezzo – 0:41
11. Contratto per Karelias – 3:08
12. Solo mia – 3:39
13. Corre il soldato – 3:57
14. Signora Luna – 4:13
15. Con una rosa – 5:54
16. Nella pioggia – 3:51
17. Resto qua – 4:32

## Formation

### Bardamù
- Vinicio Capossela - piano, canon
- Enrico Lazzarini - contrebasse
- Luciano Titi - piano à rouleau
- Mirco Mariani - grosse caisse
- Orchestre écrite et dirigée par Tommaso Vittorini

### Polka di Warsava
- Vinicio Capossela - piano
- Mirco Mariani - plats et grancassa
- Luciano Titi - accordéon
- Roy Paci, Gigi de Gasperi, Giulio Rosa - cuivres

### Decervellamento
- Enrico Lazzarini - contrebasse
- Mirco Mariani - batterie, woodblock
- Marc Ribot - banjo
- Luciano Titi - glockenspiel, accordéon
- Achille Succi - clarinette
- Marco Brioschi - trompette
- Gigi de Gasperi - trombone
- Giulio Rosa - tuba
- Pasquale Minieri - granchivella
- Tommaso Vittorini - arrangements cuivres

### Marajà
- Mirco Mariani - batterie
- Enrico Lazzarini - contrebasse
- Giancarlo Bianchetti - guitarre électrique
- Marc Ribot - guitarre solo
- EdodeArchiensemble - cordes
- Achille Succi - clarinette
- Marco Brioschi - trompette
- Gigi de Gasperi - trombone
- Giulio Rosa - tuba
- Fabrice Martinez - cymbalon, violin solo
- Luciano Titi - glockenspiel
- Tommaso Vittorini - arrangements cordes et cuivres

### Canzone a manovella
- Luciano Titi, Tommaso Vittorini - bouteilles
- Vinicio Capossela - piano à rouleau
- Marc Ribot - guitarre sirène
- Mirco Mariani - grancassa, sonar, sifflet
- Giancarlo Bianchetti - banjolin
- Enrico Lazzarini - contrebasse
- Tommaso Vittorini - arrangements cordes et cuivres
- Équipage: Manuel (Afterhours), Vincenzo Costantino, Peppino, Maurizio Andiloro

### I pagliacci
- Mirco Mariani - cassa a pedale
- Giancarlo Bianchetti - mandolin
- Luciano Titi - armonium, bouteillephone
- Vinicio Capossela - piano, fruste
- Enrico Lazzarini - contrebasse
- Marco Brioschi - trompette
- Achille Succi - clarinette
- Giulio Rosa - tuba
- Gigi de Gasperi - trombone
- Tommaso Vittorini - arrangements cuivres

### Marcia del Camposanto
- Roy Paci - trompette, arrangements cuivres et direction
- Giulio Rosa - tuba
- Gigi de Gasperi - trombone
- Achille Succi - clarinette
- Vinicio Capossela - piano
- Marc Ribot - guitarre électrique
- Giancarlo Bianchetti - guitarre électrique
- Luciano Titi - orgue
- Mirco Mariani - batterie
- Enrico Lazzarini - contrebasse

### I pianoforti di Lubecca
- Vinicio Capossela - pianoforti, rullo di Edison
- Pascal Comelade - accordéon jouet, piano jouet
- Mayumi Torikoshi - soprano

### Suona Rosamunda
- Edoardo De Angelis - violin
- Vinicio Capossela - pianoforte
- Luciano Titi - accordéon
- Marco Brioschi - trompette
- Achille Succi - clarinette
- Gigi de Gasperi - trombone
- Mirco Mariani - tambours
- Marc Ribot - guitarre bruyante
- Enrico Lazzarini - contrebasse
- Arrangements: V. Capossela - T. Vittorini

### Contratto per Karelias
- Giancarlo Bianchetti - bass stick, guitarre électrique
- Marc Ribot - banjo, guitarre électrique
- Davide Graziano - batterie
- Achille Succi - clarinette, clarinette baisse
- Giulio Rosa - tuba
- Luciano Titi - accordéon

- Mirco Mariani - couvercle

### Solo mia
- Giancarlo Bianchetti - guitarre
- Ares Tavolazzi - contrebasse
- Marc Ribot - guitarre, guitarre électrique
- Mirco Mariani - maracas
- Roy Paci - trompette
- Edoardo De Angelis - violin

### Corre il soldato
- Fabrice Martinez - violomba, violin
- Davide Graziano - batterie
- Enrico Lazzarini - contrebasse
- Marc Ribot -  guitarre électrique, banjo
- Giancarlo Bianchetti - guitarre solo
- Luciano Titi - accordéon
- Achille Succi - clarinette
- Roy Paci - trompette
- Vinicio Capossela - piano

### Signora Luna
- Ares Tavolazzi - contrebasse
- Marc Ribot - guitarre, banjo, guitarre électrique
- Giancarlo Bianchetti - guitarre électrique
- Vinicio Capossela - guitarre ritmique

### Con una rosa
- Mirco Mariani - conga
- Ares Tavolazzi - contrebasse
- Marc Ribot - guitarre
- Vinicio Capossela - pianoforte
- Marco Brioschi - trompette
- Gigi de Gasperi - trombone
- Orchestre écrite et dirigée par Tommaso Vittorini

### Nella pioggia
- Vinicio Capossela - pianoforte
- Mirco Mariani - chinoiserie, piano jouet
- Enrico Lazzarini - contrebasse
- Luciano Titi - accordéon
- Cordes arrangées et dirigées par Tommaso Vittorini